# (10633) Akimasa
(10633) Akimasa ist ein Asteroid des Hauptgürtels, der am 20. Februar 1998 vom tschechischen Astronomen Petr Pravec an der Sternwarte Ondřejov (IAU-Code 557) in Ondřejov u Prahy in Tschechien entdeckt wurde. Sichtungen des Asteroiden hatte es vorher schon gegeben: unter der vorläufigen Bezeichnung 1992 OH3 sowie 1995 (1995 HF5).
Der Asteroid gehört der Vesta-Familie an, einer großen Gruppe von Asteroiden, benannt nach (4) Vesta, dem zweitgrößten Asteroiden und drittgrößten Himmelskörper des Hauptgürtels.
(10633) Akimasa wurde am 28. Juli 1999 nach dem japanischen Astronomen Akimasa Nakamura (* 1961) benannt, der seinen Arbeitsschwerpunkt besonders auf die Abschätzung der Helligkeit von Asteroiden legt.